# Anna und Elisabeth
Anna und Elisabeth ist ein deutsches Filmdrama aus dem Jahre 1933 mit den Hauptdarstellern Dorothea Wieck, Hertha Thiele und Mathias Wieman. Der Film brachte Wieck und Thiele wieder gemeinsam auf die Leinwand, die 2 Jahre zuvor bereits zusammen Mädchen in Uniform gedreht hatten.

## Zusammenfassung
Elisabeth, eine vermögende junge Aristokratin, die im Rollstuhl sitzt, hört von dem jungen Bauernmädchen Anna, das anscheinend in der Lage ist, Wunder zu wirken. Sie veranlasst Anna dazu bei ihr zu leben und erscheint als geheilt, weil sie an die Heilkraft von Anna glaubt. Ein Versuch, Annas Heilkraft öffentlich zu beweisen, misslingt. Elisabeth stürzt sich daraufhin aus Verzweiflung von einer Klippe und Anna kehrt zurück zu ihrem einfachen Dorfleben.

## Reaktionen
Nach dem Erscheinen der amerikanischen Ausgabe wurde der Film in der New York Times besprochen. Die schauspielerische Leistung von Wieck wurde sehr gelobt, die von Thiele als weniger beeindruckend dargestellt.
Wegen dieses Films geriet der Regisseur Frank Wisbar mit Kulturfunktionären der Nationalsozialisten in Konflikt, da dieser Film angeblich das „gesunde Volksempfinden“ verletzte.